# Musina
Musina – miasto, zamieszkane przez 42 678 ludzi (2011), w Republice Południowej Afryki, w prowincji Limpopo, w pobliżu granicy z Zimbabwe.